# Aliaxandra Kalaur
Aliaxandra Kalaur –en bielorruso, Аляксандра Калаур– (11 de junio de 2001) es una deportista bielorrusa que compite en piragüismo en la modalidad de aguas tranquilas. Ganó una medalla de oro en el Campeonato Mundial de Piragüismo de 2021, en la prueba de C4 500 m.

## Palmarés internacional
| Campeonato Mundial | Campeonato Mundial     | Campeonato Mundial | Campeonato Mundial |
| Año                | Lugar                  | Medalla            | Competición        |
| ------------------ | ---------------------- | ------------------ | ------------------ |
| 2021               | Copenhague (Dinamarca) | Medalla de oro     | C4 500 m           |